# Johannes Glauber

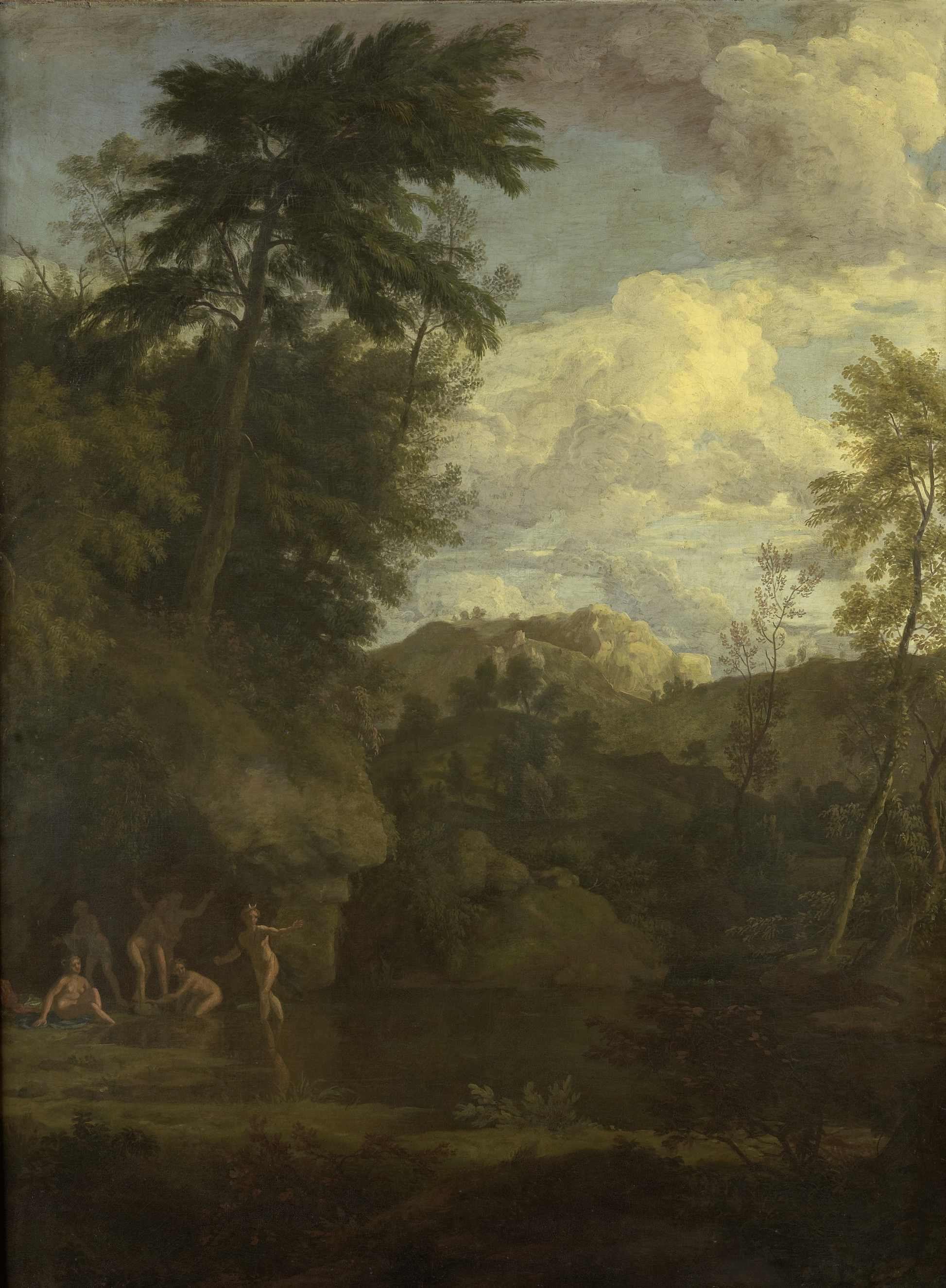
Paesaggio arcadico

Johannes o Jan Glauber (Utrecht, 18 maggio 1646 (battezzato) – Schoonhoven, 1726) è stato un pittore, disegnatore e incisore olandese, di origine tedesca, del secolo d'oro olandese.

## Biografia
Figlio del chimico ed alchimista tedesco Johann Rudolph Glauber, fin dalla giovinezza desiderò dipingere, ma il padre si oppose, preferendo che il figlio si dedicasse ad altre attività.
Finalmente, dopo aver disegnato e dipinto assiduamente, gli fu permesso, intorno al 1665, di prestare servizio come apprendista per nove mesi presso Nicolaes Berchem ad Amsterdam. Successivamente trovò impiego, come copiatore di dipinti italiani, da Gerrit Uylenburgh, un commerciante d'arte di Amsterdam.
Nel 1671, accompagnato dalla sorella Diana (1650-dopo il 1721) e dal fratello Jan Gottlieb (1656-1703), entrambi pittori, e da due amici pittori, i fratelli Van Doren Johannes intraprese un lungo viaggio in Italia. Durante il tragitto, si fermò a Parigi per un anno lavorando per Jean Michel Picart, pittore fiammingo e commerciante di oggetti d'arte. Il suo lavoro consisteva nell'eseguire copie delle opere di artisti famosi quali Rubens, Van Dyck, Pieter Bruegel il Vecchio e Tiziano.
In questo periodo, probabilmente incontrò Abraham Genoels II e Francisque Millet.
Dal 1672 al 1674, Glauber studiò con il pittore paesaggista olandese Adriaen van der Cabel a Lione.
Infine, nel 1675, giunse a Roma, dove si affiliò alla Schildersbent, ricevendo il soprannome di Polidoro per il suo debito artistico nei confronti dei paesaggi di Polidoro da Caravaggio. Anche il fratello, arrivato a Roma con lui, aderì alla bent con lo pseudonimo di Myrtil.
Come esponente della terza generazione dei pittori Dutch Italianates, Johannes divenne amico di Karel Dujardin e di Aelbert Meyeringh. Quest'ultimo l'accompagnò, assieme al fratello, in un successivo viaggio alla volta di Padova, Venezia, dove rimase per due anni disegnando e dipingendo dal vero, Amburgo, dove i due fratelli rimasero fino al 1684, e infine Copenaghen, dove restò sei mesi al servizio del conte danese Ulrik Frederik Gyldenløve (1638–1704).
Collaborò con Aelbert Meyeringh e Gérard de Lairesse(1641-1711), un pittore di soggetti allegorici e religiosi con cui condivise l'abitazione ad Amsterdam, il quale divenuto cieco dettava libri sui principi del disegno e della pittura. Con quest'ultimo lavorò a molti progetti: Glauber dipingeva i paesaggi, mentre de Lairesse vi inseriva le figure. Analogamente collaborò con Dirk Maas (1659-1717), che conobbe quando entrambi erano apprendisti presso Nicolaes Berchem.
Le opere di Johannes Glauber consistevano principalmente in paesaggi italiani, una tipologia di dipinti in voga alla fine del XVII secolo.
Dipinse grandi trompe l'oeil su muro per i palazzi di Guglielmo III d'Orange e per numerosi altri ricchi mecenati.
Si unì nella Corporazione di San Luca ad altri kunstschilders (pittori d'arte), scultori ed incisori, nel loro tentativo di distinguersi dai vetrai e dai kladschilders (imbianchini).
Subì l'influenza di Gaspard Dughet (conosciuto anche come Gaspar Poussin, essendo fratello della moglie di Nicolas Poussin) e di Gérard de Lairesse.

## Opere
- Paesaggio con Apollo e Dafne, olio su tela, 67 x 83 cm, 1660 - 1669, firmato[6]
- Paesaggio classico montuoso con il Giudizio di Paride, olio su tela, 66,1 x 89,9 cm[7]
- Paesaggio classico con fiume e figure che sbarcano da un battello, una città sullo sfondo, olio su tela, 31,1 x 37,2 cm[8]
- Paesaggio classico con fiume, viaggiatori che si riposano, animali che si abbeverano e una torre sullo sfondo, olio su tela, 31,1 x 37,2 cm[8]